# Elección legislativa de Francia de 1889
Las elecciones legislativas de Francia de 1889 se realizaron el 22 de septiembre y 6 de octubre de 1889.

## Grupos parlamentarios
| Ideología       | Partido                                  | Partido | Escaños |
| --------------- | ---------------------------------------- | ------- | ------- |
| Izquierda       |                                          |         |         |
|                 | Partido Radical-Socialista y Socialistas | 12      |         |
| Centroizquierda |                                          |         |         |
|                 | Radicales                                | 100     |         |
|                 | Republicanos                             | 216     |         |
|                 | Republicanos Moderados                   | 38      |         |
| Derecha         |                                          |         |         |
|                 | Monarquistas                             | 86      |         |
|                 | Boulangistas                             | 72      |         |
|                 | Bonapartistas                            | 52      |         |
| Total           | Total                                    | Total   | 576     |

- Datos: Q955541